# چارلز ویلسون پیل
چارلز ویلسون پیل به انگلیسی: Charles Willson Peale، (۱۵ آوریل ۱۷۴۱–۲۲ فوریه ۱۸۲۷) نقاش، سرباز، دانشمند، مخترع، سیاست‌مدار آمریکایی است. شهرت او بیشتر به سبب کشیدن پرتره کسانی است که انقلاب آمریکا را رهبری کردند. او اولین موزه را در آمریکا بناکرد.